# Sørgemarschen til Admiral Suensons jordefærd
Sørgemarschen til Admiral Suensons jordefærd is een compositie van Niels Gade. Het is een begrafenismars (sørgemarschen) voor de teraardebestelling (jordefærd) van Admiraal Suenson. Gade bespeelde zelf het orgel tijdens de begrafenis van admiraal Edouard Suenson (1805-16 mei 1887) in de Holmens Kirche te Kopenhagen. In werkelijkheid was de hoogste functie van Suenson vice-admiraal.

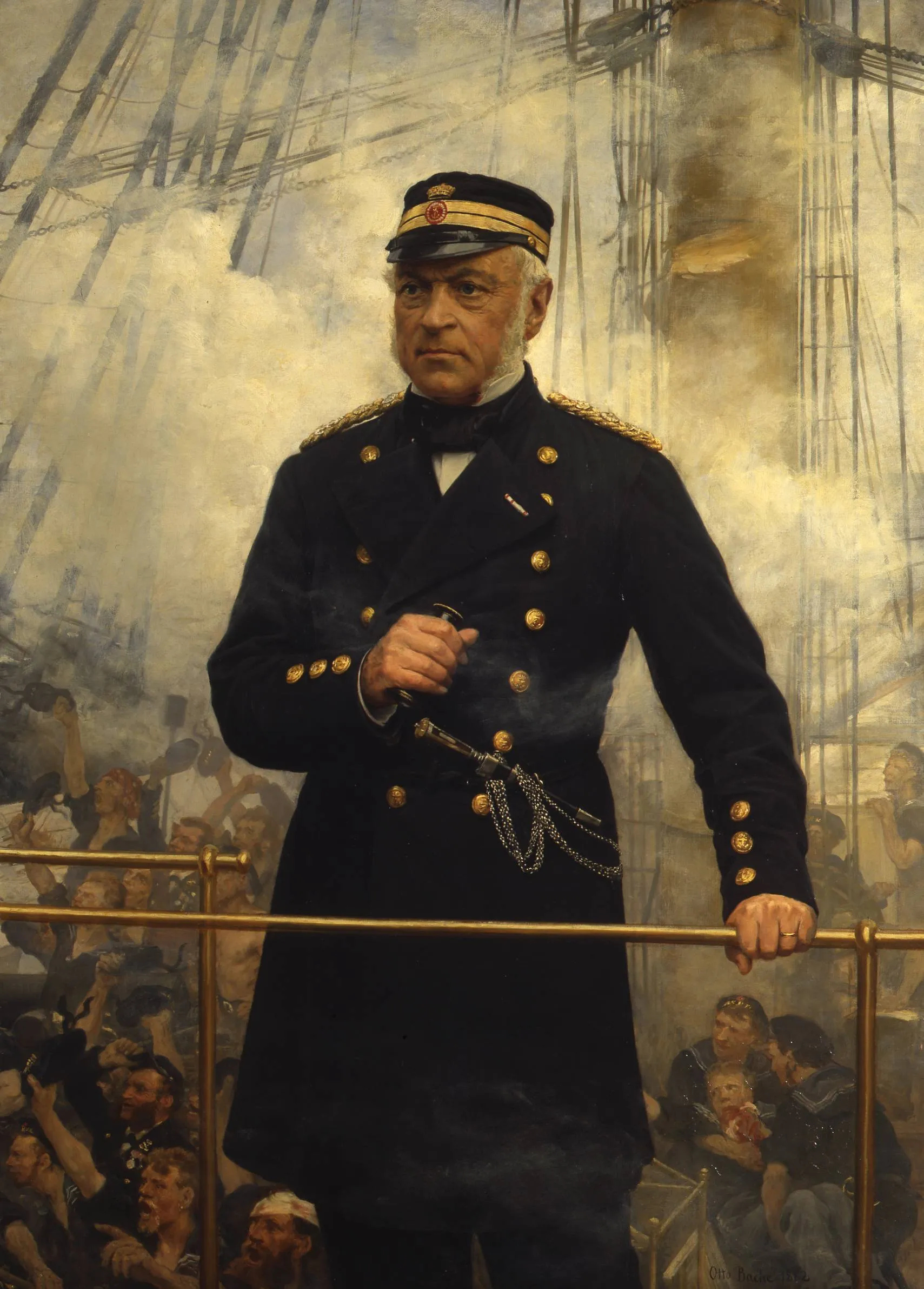
Edouard Suenson